# Уларт

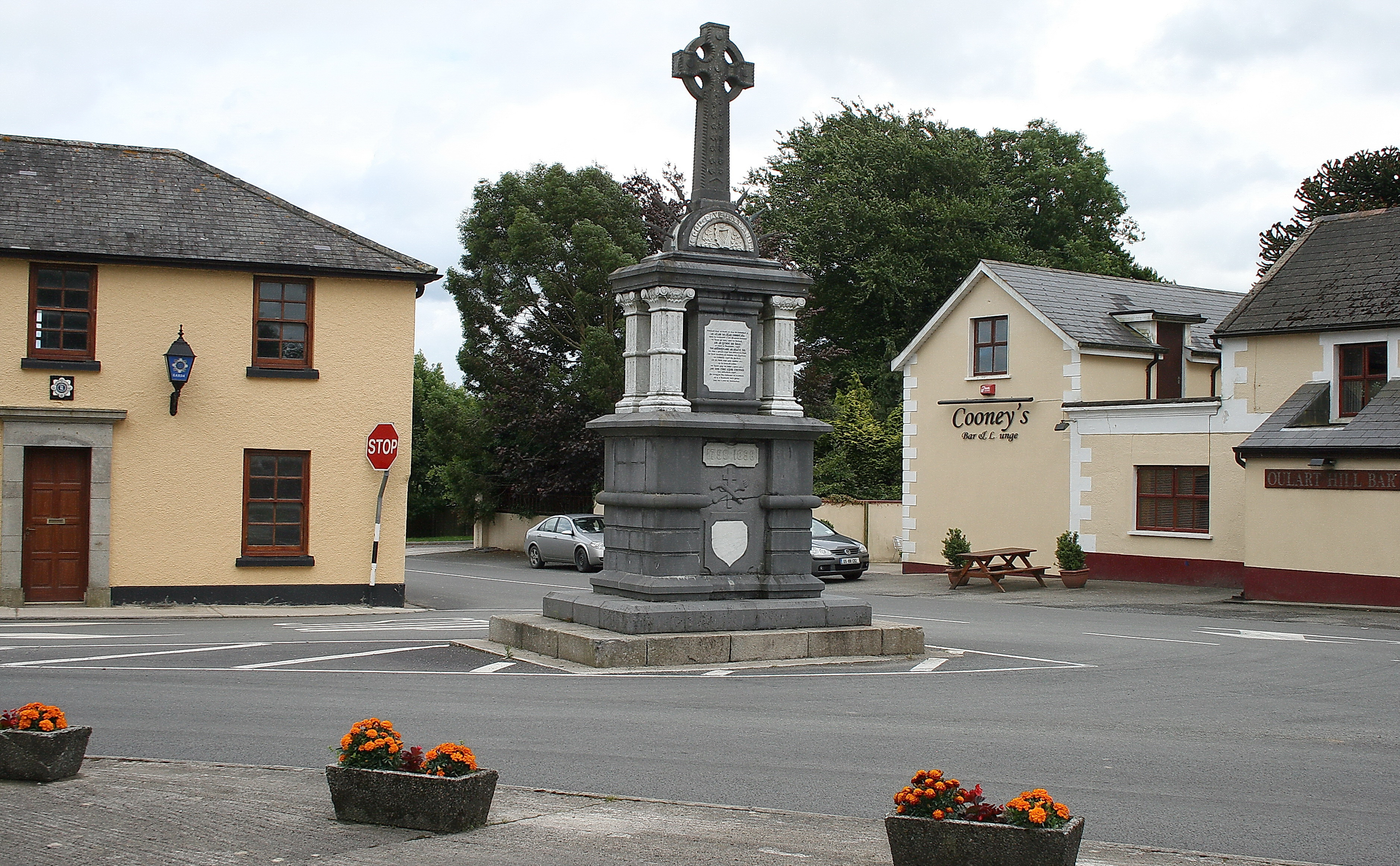
Мемориал в есть 1798 года

Уларт (англ. Oulart; ирл. An tAbhallort, Ан-Таваллорт) — деревня в Ирландии, находится в графстве Уэксфорд (провинция Ленстер) у трассы R741.

## Демография
Население — 197 человек (по переписи 2006 года).
Данные переписи 2006 года:
| Общие демографические показатели |               |                               |                               |      |      |
| Всё население                    | Всё население | Изменения населения 2002—2006 | Изменения населения 2002—2006 | 2006 | 2006 |
| 2002                             | 2006          | чел.                          | %                             | муж. | жен. |
| -                                | 197           | 197                           | 0                             | 96   | 101  |